# هالوور موگستر
هالوور موگستر (انگلیسی: Halvor Møgster; ۲۱ دسامبر ۱۸۷۵ – ۲۲ فوریهٔ ۱۹۵۰) قایقران قایق بادبانی اهل نروژ بود.